# Il conte Ugolino (film 1908)
Il conte Ugolino è un cortometraggio del 1908 diretto da Giuseppe de Liguoro. È la trasposizione cinematografica della vita del conte Ugolino Della Gherardesca citato nel canto XXXIII dell'Inferno di Dante Alighieri.

## Trama
Il conte Ugolino si trova nella zona Cocito dell'Inferno per la sua colpa di tradimento contro il prete Ruggieri degli Ubaldini. Il conte è immerso fino al collo in un lago di ghiaccio insieme all'altro che è costretto, impotente, a farsi addentare il cranio dal suo nemico. Ugolino, interrogato da Dante Alighieri in presenza di Virgilio, racconta la sua storia, specialmente la parte più triste e finale. Ruggieri degli Ubaldini, dopo che la fiducia del suo amico era venuta meno, a sua volta tradisce Ugolino facendolo rinchiudere in una torre senza porte (chiamata "Torre della Fame") lasciandolo a morire di fame e stenti assieme ai suoi figli.